# Omladinski Fudbalski Klub Grbalj
El Omladinski Fudbalski Klub Grbalj (en español: Club de Fútbol Juvenil Grbalj) es un club de fútbol de Montenegro de la aldea de Radanovic, en el municipio de Kotor. Fue fundado en 1970 y se desempeña en la Segunda División de Montenegro.

## Historia
El O. F. K. Grbalj que durante unos años se llamó F. K. Grbalj Radanovici solía disputar habitualmente categorías regionales, hasta que con la independencia de Montenegro en 2006 se creó la Primera División de Montenegro y actualmente es un club puntero en el país.
Ha disputado competición europea en las temporadas 2007/08 y 2008/09. Tras conseguir el tercer puesto en liga en 2007, disputó la Copa Intertoto de la UEFA 2007 cayendo eliminado en primera ronda contra el Gloria Bistriţa. En la siguiente temporada consiguió el cuarto puesto en la liga montenegrina que le valió para disputar la Intertoto de 2008. 
En primera ronda eliminó al NK Čelik Zenica de Bosnia y Herzegovina y en segunda ronda plantó cara al Sivasspor de Turquía aunque cayó eliminado. Cabe resaltar que en ninguna eliminatoria pudo jugar en su estadio, ya que la UEFA no le otorgó su homologación al no cumplir una serie de requisitos. El partido contra el Gloria Bistriţa se jugó en el Estadio Pod Goricom, sede del FK Budućnost; y los partidos de 2008 contra el NK Čelik Zenica y Sivasspor, se disputaron en el Estadio Gradski, sede del Fudbalski Klub Sutjeska Nikšić.
En la temporada 2010/11 comenzó una pequeña decadencia pues el equipo quedó clasificado en la mitad de la tabla, en el séptimo puesto por lo que ni descendió de categoría, ni obtuvo el derecho a disputar competición europea alguna. La siguiente temporada quedó en novena posición, un puesto por encima de disputar la promoción de descenso a Segunda División.

## Participación en competiciones de la UEFA
| Temporada | Torneo             | Ronda | Club            | Casa | Visita | Global |  |
| --------- | ------------------ | ----- | --------------- | ---- | ------ | ------ |  |
| 2007      | UEFA Intertoto Cup | 1     | Gloria Bistrița | 1–1  | 1–2    | 2–3    |  |
| 2008      | UEFA Intertoto Cup | 1     | NK Čelik Zenica | 2–1  | 2–3    | 4–4    |  |
| 2008      | UEFA Intertoto Cup | 2     | Sivasspor       | 2–2  | 0–1    | 2–3    |  |